# Considia borneensis
Considia borneensis är en insektsart som beskrevs av Schmidt 1927. Considia borneensis ingår i släktet Considia och familjen spottstritar. Inga underarter finns listade i Catalogue of Life.